# Robby Naish
Pour les articles homonymes, voir Naish.
Robby Naish, né le 23 avril 1963 à La Jolla en Californie est un véliplanchiste américain. Il est l’un des premiers athlètes à avoir obtenu une renommée internationale dans cette discipline. Son numéro de voile est US1111.

## Biographie
Le jeune Robby Naish a déménagé avec sa famille de la Californie à Kailua dans l’Archipel d'Hawaï (sur l’île de Oahu). C’est là qu’à l’âge de 11 ans, il s’intéresse à la planche à voile, sport qui commence à se développer. Deux ans plus tard, en 1976, il gagne son premier titre en Coupe du Monde aux Bahamas.
En tant que compétiteur amateur, il gagne successivement les Coupes du Monde de 1977 à 1979. Après l’émergence de la Professional Boardsailors' Association (PBA), qui deviendra la Professional Windsurfing Association (PWA), Robby Naish gagne le titre de Champion du Monde Overall de 1983 à 1987, puis le titre de Champion du Monde PWA en 1988, 1989 et 1991. Il est détrôné par la suite par le champion hispano-néerlandais Björn Dunkerbeck.
Robby Naish est renommé pour sa maîtrise de plusieurs figures comme le Table Top, le Forward Loop ou Longboard Loop (et notamment pour avoir réussi à en faire un avec sa planche Mistral Equipe de 3,72 m de long).
Dans les années 90, il s’intéresse au kitesurf, nouveau sport émergent et est devenu un compétiteur notable dans la discipline. En 1998 il gagne le titre mondial en slalom et en 1999 en slalom et en saut.
Aujourd'hui, bien que retiré du monde de la compétition, il pratique toujours la planche à voile, sur l’île de Maui ou celle d’Oahu sur son spot de Diamond Head, et dirige une entreprise qui fabrique des planches, des voiles et du matériel de kitesurf portant son nom.
En tant que célébrité internationale du monde du sport, Robby Naish a fait plusieurs apparitions dans divers médias ; plusieurs décennies après son premier titre, de nombreux équipements des sports nautiques de planche à voile ou kitesurf font leur promotion en utilisant son image et son nom. Il devient l'ambassadeur de la marque Tommy Hilfiger pour la collection automne 2010 nommé Tommy Tailored.